# Marina Voikhanskaya
Marina Voikhanskaya (en russe : Марина Войханская, née Marina Izraïlevna Fridlender le 11 novembre 1934) est une psychiatre britannique d'origine russe. Elle s'est opposée à la détention des patients dans les hôpitaux psychiatriques soviétiques pour des raisons politiques et a dû s'exiler en 1975 au Royaume-Uni,  après avoir été déchue de la nationalité soviétique.  En Angleterre, elle a mené une campagne pour la libération de son fils Misha et contre l'abus de la psychiatrie à des fins politiques. Elle vit à Cambridge.

## Travail dans les hôpitaux psychiatriques soviétiques et émigration au Royaume-Uni
Marina Voikhanskaya a étudié la médecine à la Première Université Médicale de Leningrad, fondée en 1897 en tant que premier collège médical russe pour femmes (actuellement First Pavlov State Medical University of St. Petersburg (en), mixte depuis 1916)  et elle a obtenu son diplôme en 1960. Elle a travaillé dans les hôpitaux psychiatriques de Leningrad n. 2 (1962-1967) et n. 3 (1967-1975). Elle a ensuite révélé comment dans ces hôpitaux il y avait des salles surpeuplées, des médecins sous-payés, de la mauvaise nourriture et de mauvaises conditions d'hygiène .
Lorsque le dissident Victor Fainberg a été libéré de l'hôpital, il a informé Marina Voikhanskya des abus psychiatriques commis dans l'hôpital où elle travaillait, lui signalant en particulier l'artiste Yuri Ivanov, qui y était placé bien qu'il ne soit pas un malade mental. Elle rendit régulièrement visite à ce dernier et fit passer clandestinement son autobiographie, qui fut publiée en Occident,. En conséquence, elle fut ignorée par ses collègues et critiquée par les autorités hospitalières, et le KGB commença à la suivre,. Elle a également fait sortir de l'hôpital un autre dissident interné pour des raisons politiques, l'ingénieur Anatoly Ponomaryov.
En 1974, elle a joué un rôle fondamental dans la libération de Victor Fainberg de l'hôpital psychiatrique en faisant du chantage au médecin responsable de son service. Elle lui a dit que si Fainberg devait mourir du fait de sa grève de la faim, la nouvelle serait diffusée dans les médias occidentaux et le nom du médecin serait connu. Par pure coïncidence, la même nuit, l'émission russe de la BBC abordait le cas de Fainberg, convainquant ses collègues que Voikhanskaya avait des liens directs avec l'Occident. Après avoir été libéré de l'hôpital, Fainberg dut s'exiler, d'abord en Israël, puis au Royaume-Uni. Voikhanskaya quant à elle fut transférée dans un service gériatrique et elle fut finalement autorisée à quitter l'Union Soviétique en avril 1975, tout en étant déchue de la nationalité soviétique,.
Au Royaume-Uni, elle a collaboré avec Amnesty International et la Campagne contre les abus psychiatriques (en) (CAPA), elle a dénoncé les abus politiques de la psychiatrie dans le monde entier également en tant que membre étranger de la Commission de travail pour enquêter sur l'utilisation de la psychiatrie à des fins politiques, et avec un discours au Congrès mondial de psychiatrie à Honolulu,,.
À partir de la fin des années 1970, Voikhanskaya a travaillé comme médecin interne à l'hôpital Fulbourn de Cambridge et à l'hôpital West Suffolk de Bury St. Edmunds. Elle s'est ensuite formée en psychanalyse chez The Guild of Psychotherapists de Londres et exerce depuis lors, en tant que psychothérapeute psychanalytique .

## Campagne pour la libération de Misha
Lorsque Voikhanskaya a quitté l'Union soviétique pour le Royaume-Uni en 1975, elle était divorcée et son fils Misha, âgé de 9 ans, était sous sa seule responsabilité, mais Misha s'est vu refuser l'autorisation d'émigrer parce que les autorités ont fait pression sur l'ancien mari de Marina, Yevgeny Voikhansky, pour qu'il réclame l'enfant, bien qu'il ait consenti à ses projets et déclaré qu'il ne voulait pas du garçon.  Au moment du Congrès d'Honolulu (1977), Misha était toujours à Leningrad, soi-disant en raison d'un différend juridique sur la garde de l'enfant, mais il était effectivement retenu en otage par le KGB pour punir sa mère dissidente et empêcher toute critique de la psychiatrie soviétique de sa part à l'Ouest . Une campagne pour la libération de Misha a été organisée par la Campaign Against Psychiatric Abuse (CAPA), dirigée par Tom Stoppard, qui a rendu visite à Misha lors de son voyage en Union soviétique en février 1977, et comprenant Yehudi Menuhi, Harold Pinter et Joan Baez.  Cette campagne a été couronnée de succès et Misha, ainsi que Leah Fridlender (alternativement orthographiée Friedlander), la mère de Marina, ont finalement été autorisés à émigrer au Royaume-Uni en avril 1979,.

## Activisme environnemental et œuvres caritatives

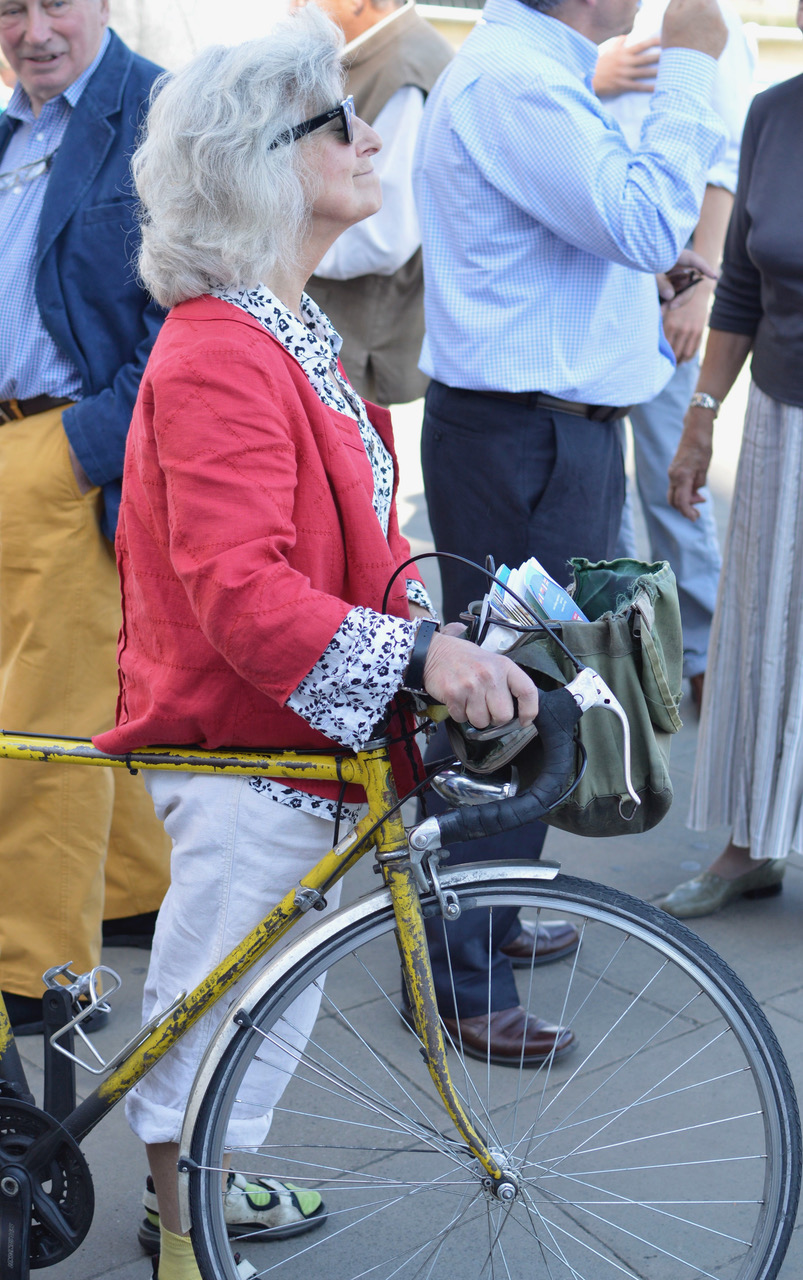
Marina Voikhanskaya et son vélo Henry à Ménerbes en 2012.

L'utilisation du vélo comme moyen de transport de la part de Marina Voikhanskaya a suscité l'attention des médias.  Elle a entrepris des voyages sponsorisés et des défis cyclistes pour la Campagne de protection de l'Angleterre rurale (CPRE) en 2006,, 2009, et 2010.
En 2016, son voyage à vélo de 650 km entre l'Angleterre et Ménerbes a été sponsorisé au profit de l'hôpital d'Apt en Provence,.

## Documentaire et fiction
Dans le documentaire Bukovsky d'Alan Clarke, Marina Voikhanskaya apparaît à Londres en compagnie de militants britanniques et de dissidents soviétiques, dont David Markham, sa femme Olive Dehn, Lord Avery, Tom Stoppard, Victor Fainberg et d'autres, lors de manifestations contre les abus psychiatriques en Union soviétique, organisées par la Campagne contre les abus psychiatriques (CAPA). Dans une interview réalisée dans le cadre de ce documentaire, Voikhanskaya rappelle qu'elle pensait que sa profession de médecin n'était pas politique et que, lorsqu'elle a entendu pour la première fois la BBC et la Voix de l'Amérique parler des abus psychiatriques en Union soviétique, elle a pensé qu'il pouvait s'agir de propagande antisoviétique.  Cependant, lorsqu'elle a parlé avec Victor Fainberg, elle a appris que certains patients n'étaient pas des malades mentaux mais étaient hospitalisés pour des raisons politiques. Après les avoir rencontrés, elle les a aidés car ils n'étaient pas des malades mentaux, et elle pensait que les médecins ne sont pas des gardiens de prison,. L'histoire de Marina Voikhanskaya est également abordée par le documentaire "The Price of Freedom" (1978) .
Le film Nina, également d'Alan Clarke, est basé sur le personnage de Marina Voikhanskaya et fictionnalise son histoire. Nina travaille dans un hôpital psychiatrique et Yuri est un patient traité avec des médicaments contre sa volonté en raison de ses opinions dissidentes et du temps passé en grève de la faim. Ils tombent amoureux, font semblant de se marier lors d'une cérémonie organisée par téléphone et vivent un court moment ensemble en Angleterre, avant qu'elle ne se rende compte de son erreur et ne déménage,.

## Vie privée
Marina Voikhanskaya a été mariée à Yevgeny Voikhansky de 1963 à 1974, date à laquelle ils ont divorcé. Voikhansky est le père de leur fils Mikhail (Misha) (né en 1966). Plus tard, elle a été mariée à Norman Cohn de 2004 jusqu'à sa mort en 2007. Dans l'émission de radio de la BBC The Roots of Extremism, Voikhanskaya commente la réponse émotionnelle de Cohn à l'antisémitisme et sa propre expérience de l'antisémitisme dans son enfance.
Marina Voikhanskaya n'a jamais été mariée à Victor Fainberg. Le prétendu mariage par téléphone entre Fainberg en Israël et Voikhanskaya à Leningrad , a été mis en scène au profit du KGB pour permettre le départ de Voikhanskaya au Royaume-Uni, et il n'a jamais été enregistré .